# Castillo de Pelegrina
El castillo de Pelegrina es una fortificación española construida entre los siglos XII y XIII en la localidad de Pelegrina, en el término municipal de Sigüenza (Guadalajara).

## Descripción
Se trata de un castillo roquero alzado sobre un cerro que domina el valle del río Dulce. Fue construido en piedra sillar y tiene una planta alargada de unos veinticinco metros de longitud y unos muros de medio metro de ancho por ocho de alto rodeados por varios torreones cilíndricos. En la parte norte se sitúa la torre del homenaje, de planta cuadrada y dos pisos. Defendía la puerta de acceso principal, alta y en forma de arco de herradura. Al sur, entre dos torreones, estuvo una segunda puerta menor y tuvo forma de arco de medio punto. Alrededor del castillo se levantó una barbacana.

## Historia
Con la conquista cristiana de la comarca de Sigüenza en 1124 se restituye la diócesis en esta ciudad. Alfonso VII dona Pelegrina al obispado seguntino en agradecimiento por la ayuda dada en la empresa por parte de su primer obispo, Bernardo de Agén. La tranquilidad de la aldea la hace propicia para el retiro espiritual y el descanso, lo que motiva que a finales del siglo XII el obispado se plantee la construcción de un castillo a tal fin, que además debiera ser fuerte para evitar que pudiese ser tomado con facilidad, temiendo que aún lo pudiese ser por la todavía próxima frontera entre reinos cristianos y andalusíes.
En 1710 fue incendiado y destruido durante la guerra de Sucesión y, posteriormente, reconstruido. Un siglo después fue testigo de varias batallas de la guerra del Francés entre las tropas de El Empecinado y las napoleónicas hasta que en 1811 fue destruido por las últimas antes de su retirada dejándolo en ruina.